# Philodendron trujilloi
Philodendron trujilloi är en kallaväxtart som beskrevs av George Sydney Bunting. Philodendron trujilloi ingår i släktet Philodendron och familjen kallaväxter.
Artens utbredningsområde är Venezuela. Inga underarter finns listade.